# Brea Pozo
Brea Pozo es una localidad de la provincia de Santiago del Estero, Argentina. Es la cabecera del departamento San Martín, en el centro-oeste de la provincia; a 86 km de la ciudad capital provincial Santiago del Estero. En el pueblo de Brea Pozo, se desarrollan diferentes actividades económicas como agricultura y ganadería.

## Educación
Cuenta con una escuela primaria, un jardín de infantes, y dos colegios secundarios, además de un instituto de formación docente, donde se lleva a cabo la carrera de Profesor en Enseñanza Primaria.

## Población
Cuenta con 1878 habitantes (Indec, 2010), lo que representa un incremento del 8,49% frente a los 1731 habitantes (Indec, 2001) del censo anterior.
| Gráfica de evolución demográfica de Brea Pozo entre 1991 y 2010 |
|                                                                 |
| Fuente: Censos nacionales del INDEC                             |

## Festividades Religiosas
- Fiesta en honor a nuestra Señora de Montserrat.

## Festivales
- Fiesta Provincial del Carbón[1]